# 单色摄影
单色摄影是一种摄影技术，指照片上的每个位置都记录和显示不同数量的光，但不能显示不同的色相。它包括所有形式的黑白摄影，拍摄的照片包含从黑色到白色的中性灰色阴影。除了灰色以外的其他色调，如乌贼墨色、青色、蓝色或棕色也可用于单色摄影。在当代，单色摄影主要用于艺术目的和技术成像应用，而较少用于场景的视觉准确再现。

## 历史

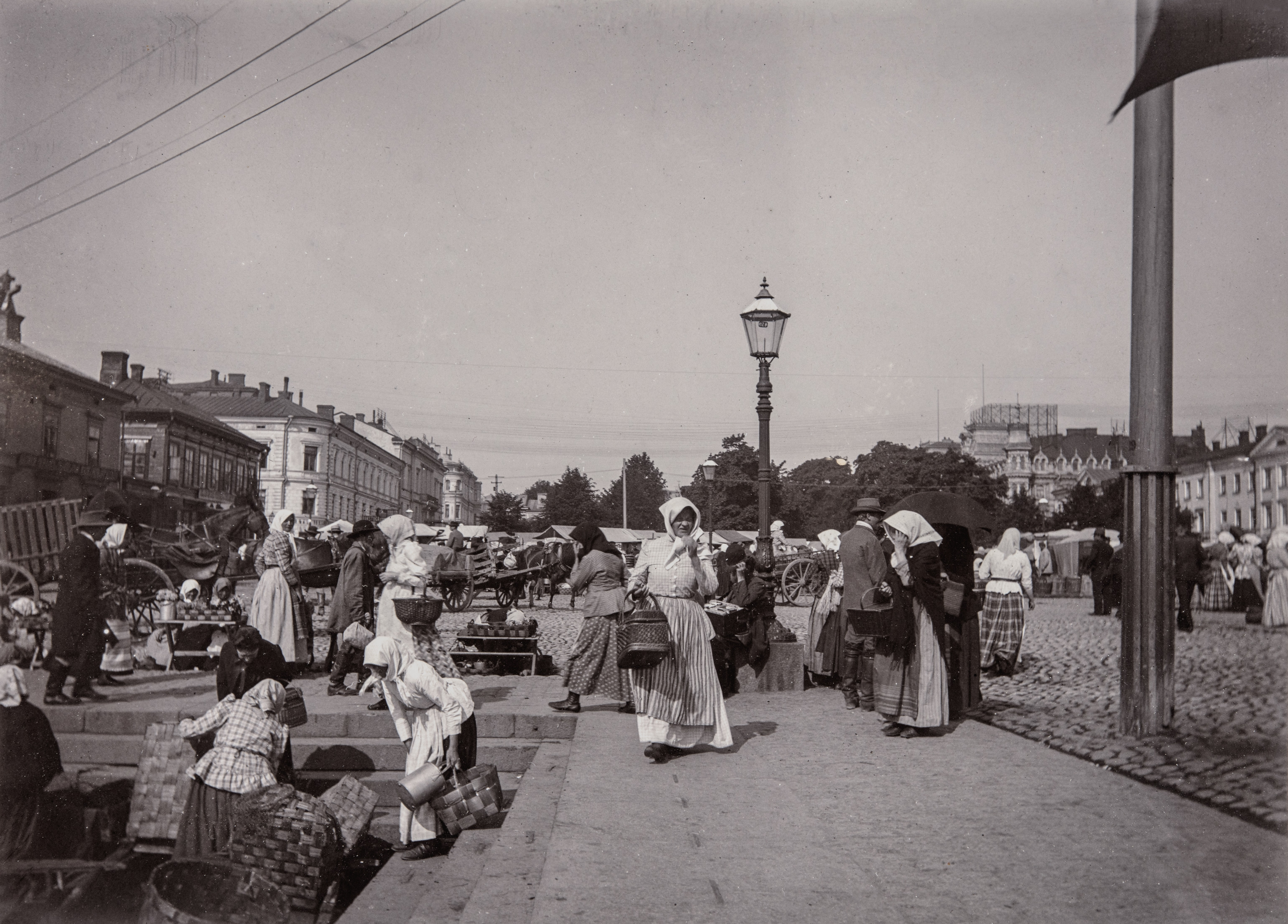
1890年代赫尔辛基集市广场的单色照片

尽管彩色摄影从1850年代就开始慢慢出现，但直到20世纪中叶，单色图像仍主导着摄影。早期的摄影工艺，如银版摄影、纸底片或湿版火棉胶摄影并不会呈现光的颜色（尽管它们对某些颜色比其他颜色更敏感），呈现出来的是单色图像。
直到1880年代，用于打印底片的摄影工艺——例如卡罗法、安布罗摄影法、锡印、盐印和蛋白印相——一般会产生具有各种棕色或乌贼墨色的图像。后来的过程转向黑白图像，尽管摄影师使用调色剂将图像中的银转化为硫化银，赋予棕色或乌贼墨色。同样，硒墨粉通过将银转化为更稳定的硒化银来产生蓝黑色或紫色图像。蓝晒法使用铁盐而不是银盐，产生蓝色图像。
多数现代黑白胶片为全色胶片，可记录整个可见光谱。:157有些胶片是原色的，记录的可见光波长短于590纳米:158，在光谱的蓝色到绿色范围内，对较长波长范围（例如橙红色）不太敏感。

## 现代技术和用途

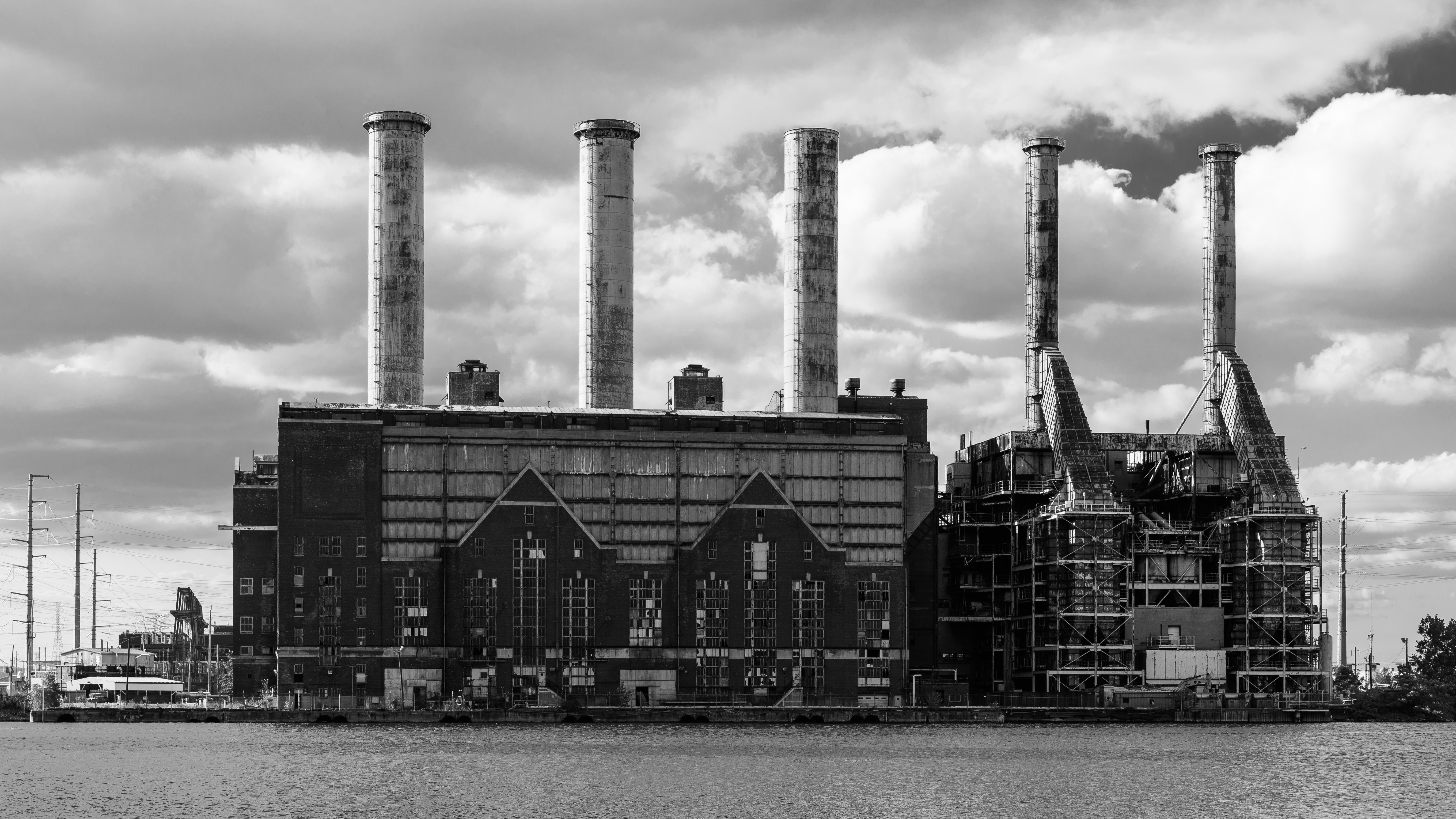
卡尼发电厂的数码照片，在Lightroom中转换为黑白，颜色通道经过调整以模仿红色滤镜的效果。

有些人认为黑白摄影比彩色摄影更微妙和更具解释性，而且不太真实。:5单色照片不是其主题的直接再现，而是对现实的抽象，以灰色阴影表示颜色。在计算机术语中，这通常称为灰度。与原始彩色摄影相比，黑白摄影被一些人认为可以为主题增添更多情感色彩。
单色图像可以通过多种方式产生。查找和捕捉仅具有某种色调变体的场景，虽然在实践中困难且不常见，但会产生技术上符合单色照片的图像。人们还可以通过使用黑白胶片或相纸，或通过使用计算机软件处理彩色图像，人为地将照片中的颜色范围限制在某种色调内。
可以使用多种方法在计算机上将彩色图像转换为黑白图像，包括降低现有彩色RGB图像的饱和度，使颜色不再可见（这仍然允许改变颜色通道来改变色调，例如使蓝天变暗），或通过使用Photoshop等软件将图像转换为灰度版本（永久消除颜色）。软件转换为单色图像后，可以用一种或多种色调代替灰色调以模拟双色调、乌贼墨色、硒或金色色调的图像。

## 数码黑白相机
徕卡M Monochrom相机是徕卡旁轴相机M系列中的一款数码相机，具有单色传感器。这款相机发布于2012年5月。
富士X-Pro1-M是更便宜的选择。它是一款不带色彩传感器的数码相机，用于拍摄单色照片。该相机发布于2012年3月。
Phase One IQ3 100MP是一款ISO高达51,200的数字中画幅相机。该相机于2017年发布。

## 单色滤镜
使用以下滤镜可以在无需软件操作的情况下为图像添加不同的美感，每种滤镜都用于其独特的目的：
- 滤光片
- 中性密度滤镜（渐变或标准ND滤镜）
- 偏光镜
- 红外滤光片

## 图片库

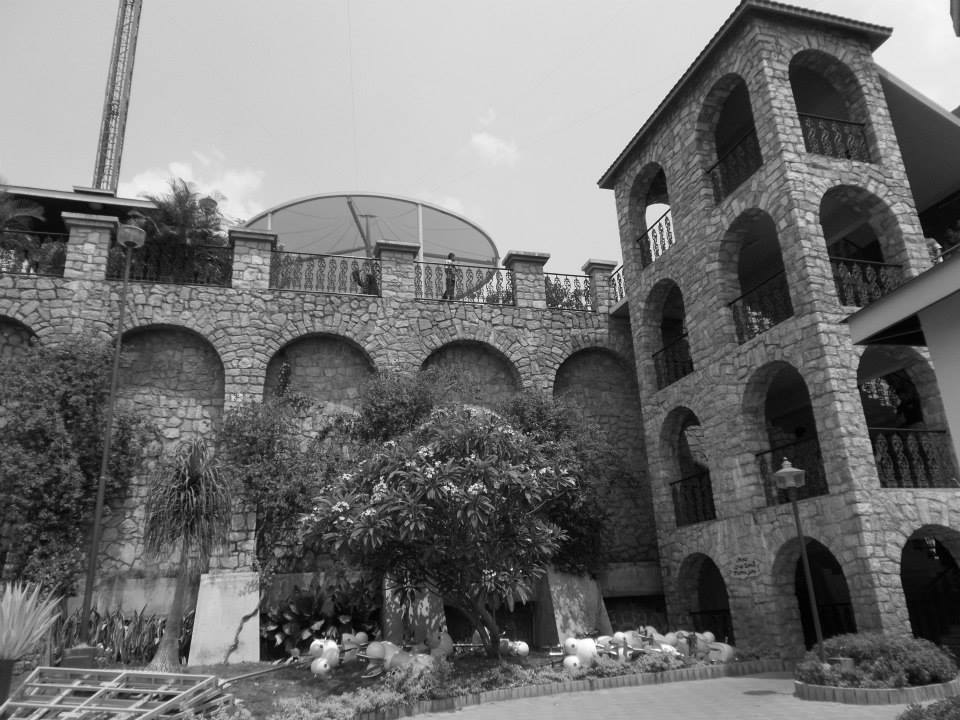
黑白图像
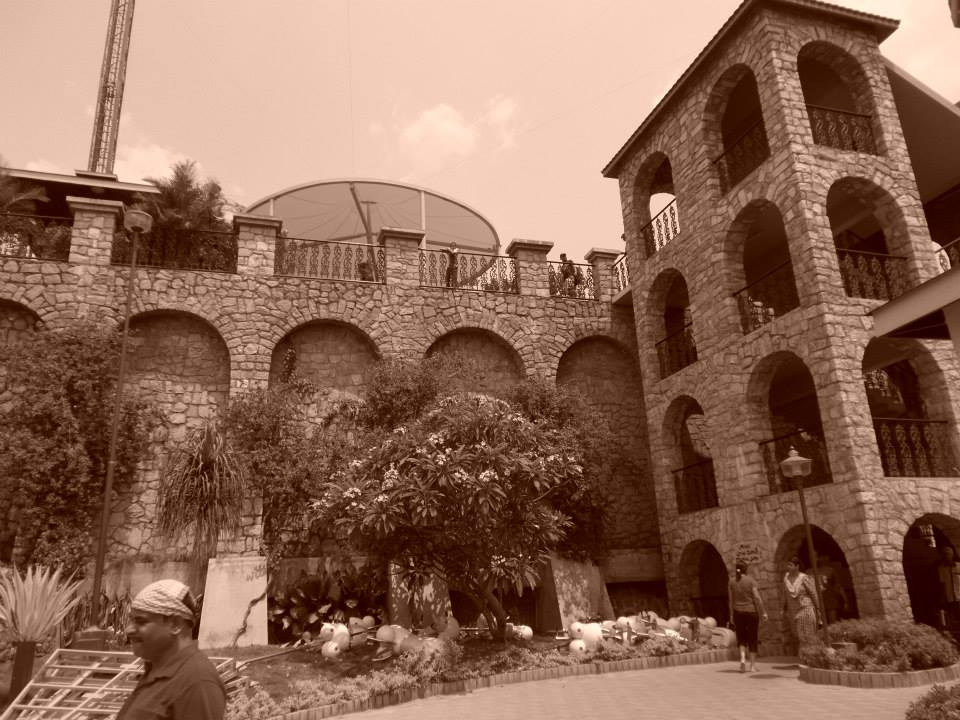
数字色调的乌贼墨色图像
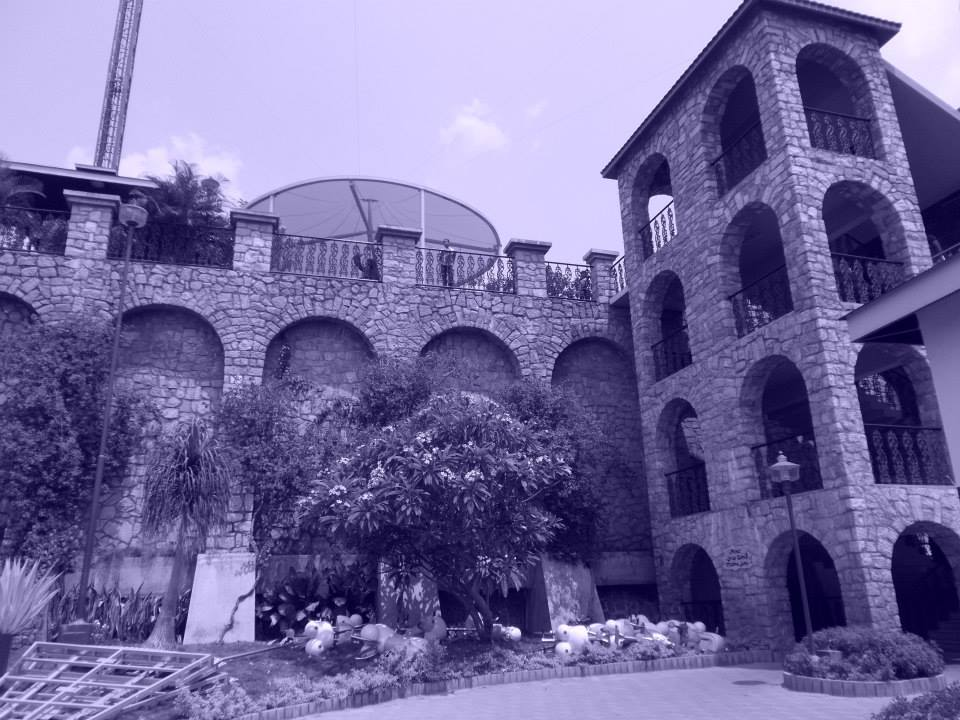
数字色调的卡罗法图像
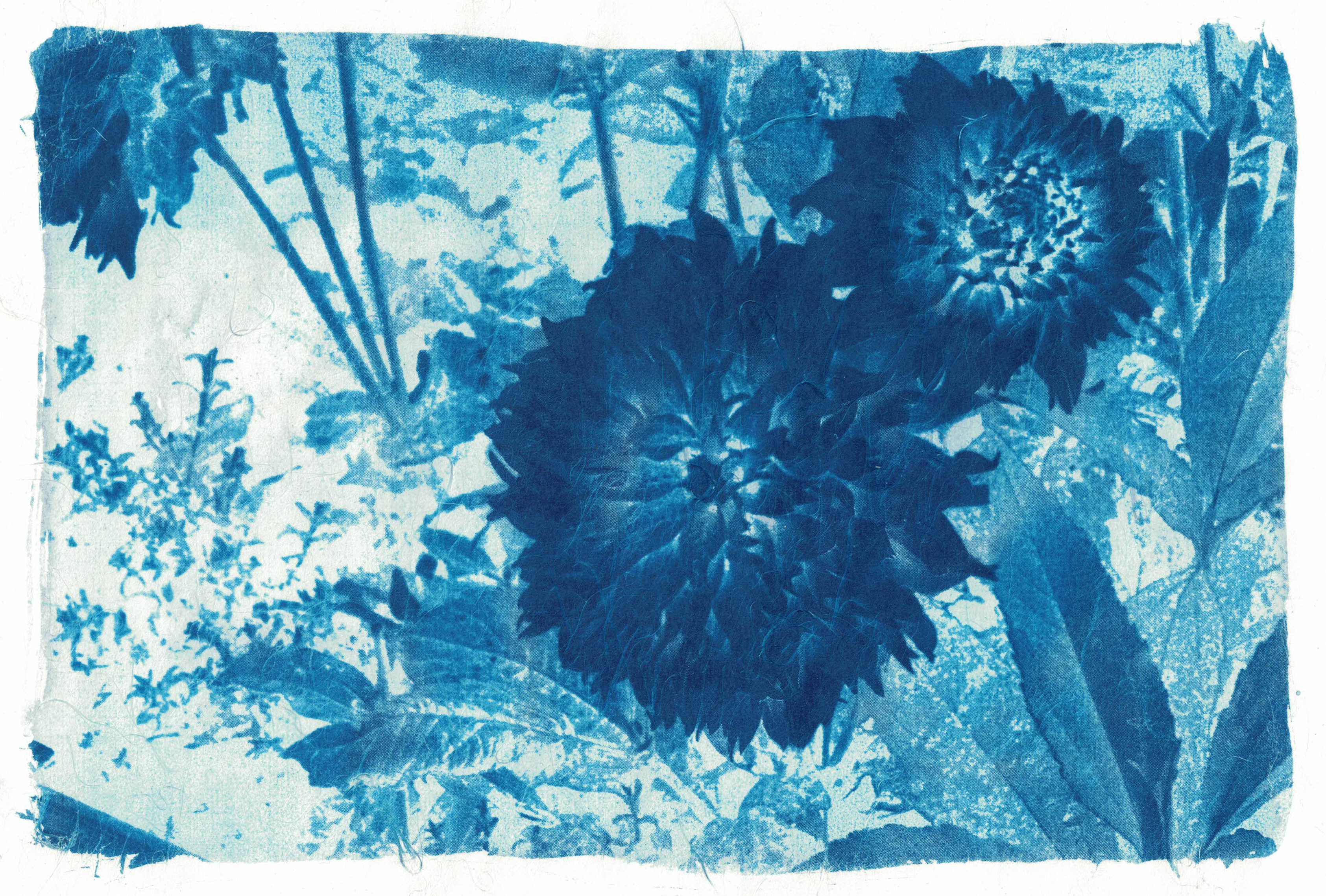
暗室处理的蓝晒法图像